# Панайоту, Харри
Харри Панайоту (англ. Harry Panayiotou; род. 28 октября 1994, Лестер, Восточный Мидленд) — киттский футболист, нападающий мальтийского клуба «Сиренс» и сборной Сент-Китса и Невиса.

## Клубная карьера
Панайоту родился в английском городе Лестер. Его отец был выходцем с острова Кипр, а мать с островов Сент-Китс и Невис. Является воспитанником клуба «Лестер Сити». Дебютировал за основной состав 28 апреля 2012 года в матче 46-го тура Чемпионшипа против клуба «Лидс Юнайтед», в котором вышел на замену на 73-й минуте вместо Ллойда Дайера и стал автором победного гола на четвёртой компенсированной минуте. Несмотря на удачный дебют, в дальнейшем больше не выходил на поле в составе «Лестера». Осенью 2014 года был отдан в месячную аренду в клуб Лиги 1 «Порт Вейл», но не сыграл ни одного матча. Зимой 2016 года вновь был отдан в аренду в клуб Шотландского Чемпионшипа «Рэйт Роверс», где за полгода провёл 14 матчей и забил 1 гол.
Летом 2016 года покинул «Лестер» и подписал контракт с клубом Национальной лиги «Барроу». В первый сезон в новом клубе сыграл лишь в одном матче лиги и весной 2017 года был отдан в аренду в «Солфорд Сити», за который провёл 3 матча в Северной Национальной лиге (D6). В сезоне 2017/18 сыграл за «Барроу» 32 матча и забил 2 гола. Сезон 2018/19 начал в клубе Северной Национальной лиги «Нанитон Боро», но по ходу сезона перешёл в греческий клуб «Аиттитос», за который провёл 2 матча в греческой футбольной лиге (D2).
Летом 2019 года подписал контракт с «Олдершот Таун».

## Карьера в сборной
8 октября 2014 года дебютировал за сборную Сент-Китса и Невиса в матче второго отборочного раунда Карибского кубка 2014 против сборной Барбадоса, в котором отметился забитым голом на 86-й минуте, однако это не помогло его команде. Встреча закончилась поражением со счётом (2:3).
26 марта 2015 года отметился хет-триком в ответном матче сборных Сент-Китса и Невиса и Теркса и Кайкоса в рамках первого отборочного раунда Чемпионата мира 2018. По сумме двух матчей Сент-Китс и Невис одержал победу со счётом 12:4, но во втором раунде уступил Сальвадору (2:2 и 1:4) и завершил борьбу за выход на чемпионат мира.